# 1 Legionowski Batalion Dowodzenia
1 Legionowski batalion dowodzenia (1 bdow) – samodzielny pododdział dowodzenia Wojska Polskiego.

## Formowanie i zmiany organizacyjne
Na podstawie zarządzenia Ministra Obrony Narodowej nr 085/Org. z 27października 1994, na bazie 1 batalionu łączności, kompanii ochrony i regulacji ruchu 1 Dywizji Zmechanizowanej, baterii dowodzenia Szefa Artylerii 1 DZ, 34 kompanii dowodzenia Szefa OPL 1 DZ. sformowany został 1 batalion dowodzenia. Miejscem stacjonowania batalionu zostały koszary przy ul. Koszarowej 1 w Legionowie.
Struktura batalionu
- dowództwo i sztab
- dwie kompanie łączności
- kompania węzłów bazowych
- kompania ochrony i regulacji ruchu
- pluton medyczny
- pluton zaopatrzenia
- pluton remontowy

Decyzja Ministra Obrony Narodowej nr Z-6/Org./P1 z 15 lutego 2011  oraz rozkaz wykonawczy  dowódcy Wojsk Lądowych nr PF-7/Org. z 28 lutego 2011 nakazywał rozformowanie 1 Legionowskiego batalion dowodzenia. 6 lipca, przed miejskim ratuszem w Legionowie, odbyła się uroczystość pożegnania batalionu połączona z odprowadzeniem sztandaru i przekazaniem go do Muzeum Wojska Polskiego w Warszawie. Formalne rozformowanie jednostki nastąpiło 30 września 2011.

## Tradycje
Decyzją Ministra Obrony Narodowej nr 158/MON z 4 października 1995 1 batalion dowodzenia otrzymał nazwę wyróżniającą „Legionowski”, a dzień 14 października został ustanowiony dorocznym świętem batalionu. Minister polecił 1 Legionowskiemu batalionowi dowodzenia przyjąć i z honorem kontynuować tradycje:
- oddziału telegraficznego I Brygady Legionów Polskich (1914–1917),
- 1 kompanii telegraficznej 1 Dywizji Piechoty Legionów (1919–1939),
- 1 Gdańskiego batalionu łączności 1 Dywizji Grenadierów (1939–1940),
- 1 kompanii łączności 1 Dywizji Piechoty im. T. Kościuszki (1943–1945),
- 1 Berlińskiego batalionu łączności (1945–1994).

## Symbole batalionu
Sztandar
Ufundowany przez społeczeństwo Legionowa sztandar w imieniu prezydenta RP wręczył batalionowi 14 października 1995 szef Biura Bezpieczeństwa Narodowego Henryk Goryszewski.
Odznaka pamiątkowa
Odznaka o wymiarach 40x40 mm ma kształt krzyża utworzonego z czterech proporczyków, z trapezowatymi wycięciami na końcach, o srebrnych krawędziach. Ramiona pokryte są emalią niebieską i czarną rozdzielonych żółtym pasem. Na górnym ramieniu krzyża umieszczono numer jednostki 1, a na dolnym napis bdow. Między ramionami krzyża znajdują się  listki z wieńca wawrzynu w kolorze srebrnym. W centrum odznaki nałożony jest srebrny orzeł wojsk lądowych. Odznakę zaprojektował Stanisława Łagowskiego, a wykonana została w pracowni grawerskiej Piotra Olka w Warszawie.

## Dowódcy batalionu
- ppłk Andrzej Kopytko (1995-2000)
- ppłk Maciej Stanilewicz (2000-2004)
- ppłk Maciej Marczyk (2004-2008)
- ppłk Zbigniew Pazura (2009-2011)